# Anthology (Manowar)
Anthology is een album van de heavymetalband Manowar. Het album is uitgebracht bij Connoisseur Records in 1997.
Het is tevens het tweede album met hoogtepunten van de heavymetalband.
In 2001 werd een geremasterde versie van het album uitgebracht

## Inhoud
1. Manowar
2. Metal Daze
3. Fast Taker
4. Battle Hymns
5. All Men Play on 10
6. Sign of the Hammer
7. Fighting the World
8. Blow Your Speakers
9. Heart of Steel
10. Blood of the Kings
11. Violence and Bloodshed
12. Wheels of Fire
13. Metal Warriors
14. Demon's Whip